# Opfer (1986)
Opfer (Originaltitel: Offret) ist ein Filmdrama des Regisseurs Andrei Tarkowski aus dem Jahr 1986, der als Koproduktion von Schweden, Großbritannien und Frankreich entstand. Die Uraufführung fand bei den Internationalen Filmfestspielen von Cannes am 9. Mai 1986 statt, knapp zwei Wochen nach der Nuklearkatastrophe von Tschernobyl und kaum acht Monate vor dem Tod des Regisseurs. Deutsche Premiere war am 8. Januar 1987.

## Handlung
Alexander ist ein ehemaliger Schauspieler, der mit seiner Familie auf einer skandinavischen Insel lebt. An seinem Geburtstag pflanzt er einen Baum am Meeresufer. Sein sechsjähriger Sohn Jungchen, der nach einer Halsoperation nicht sprechen kann, begleitet ihn. Alexander erzählt seinem Sohn eine Geschichte. Sie handelt von einem alten Mönch, der einen toten Baum pflanzt und der ihn dann jeden Tag rituell wässert, bis der Baum voller Blüten ist.
Der Postbote Otto kommt angeradelt und übergibt Alexander einige Telegramme. Dabei philosophiert er über den Zwerg in Nietzsches Zarathustra. Während die Geburtstagsgäste eintreffen und ins Haus gehen, philosophiert Alexander über den Zustand der Zivilisation, insbesondere über den wissenschaftlichen Fortschritt und die Tatenlosigkeit der Menschen. Die Feier schleppt sich dahin. Während die beiden Dienstmädchen das Essen vorbereiten, bekommt Alexander von Otto eine alte Karte aus Europa geschenkt. Otto hat ein merkwürdiges Hobby. Wie andere Briefmarken sammeln, sammelt er seltsame, nicht erklärbare, aber gut dokumentierte Phänomene. Alexanders Frau Adelaide, eine geborene Engländerin, scheint unzufrieden damit, dass Alexander seine Theaterkarriere aufgegeben hat.
Plötzlich verdunkelt sich der Himmel, Geschirr klappert, Gläser kippen um, der Boden bebt. Die Anwesenden sind starr vor Schreck und Entsetzen. Aus dem Fernseher sind Fetzen einer Ansprache hörbar: „Ordnung und Organisation!“ … „Jeder soll bleiben, wo er gerade ist, denn es gibt keinen Ort in Europa, der sicherer ist als der, an dem wir uns gerade befinden.“ Der Fernseher geht aus. Die Szenerie erinnert an den Ausbruch eines nuklearen Weltkriegs. Der Gast Viktor, ein Arzt, beruhigt die hysterische Adelaide mit einer Spritze. Jungchen ist in seinem Zimmer und schläft. Das Dienstmädchen Maria ist ebenso wie Otto verschwunden.
Verzweifelt wandert Alexander umher. Dann betet er und legt ein Gelübde ab: Er will alles opfern, was ihm lieb ist, seine Familie mit seinem Sohn, sein Haus und auch will er kein Wort mehr sagen, wenn Gott macht, dass alles wieder wie am Morgen ist. Otto kommt zurück und fordert Alexander auf, zu Marias Haus zu gehen. Er müsse mit ihr schlafen, damit die Welt gerettet wird. Alexander macht sich auf den Weg. Er und Maria vollziehen schweigend ihre Pflicht. Als Alexander am nächsten Morgen zu Hause aufwacht, scheint alles zu sein, wie es war. Es bleibt unklar, ob Alexander alle Ereignisse nur geträumt hat. Nach dem Frühstück brechen seine Frau und die Gäste zu einem Spaziergang auf. Alexander bleibt daheim, erfüllt sein Gelübde und zündet sein Haus an. Sanitäter bringen ihn später im Beisein seiner Familie fort. Jungchen spricht zum ersten Mal: „Am Anfang war das Wort. Warum, Papa?“

## Hintergrund
Die Außenaufnahmen entstanden auf der schwedischen Insel Gotland. Das Haus, das Alexander im Film anzündet, musste während der Dreharbeiten neu errichtet und ein zweites Mal abgebrannt werden. Ein Kameradefekt führte zum Verlust wesentlicher Teile dieser Plansequenz beim ersten Dreh. Tarkowski bestand darauf, die elementare Szene nicht aus dem wenigen Material zusammenzuschneiden, das bis dahin vom ersten Brand existierte. Dazu war ihm die Szene zu wichtig.
Vor- und Abspann werden musikalisch von dem „Erbarme Dich“ aus der Matthäuspassion (BWV 244, entstanden 1727 oder 1729) von Johann Sebastian Bach (Wolfgang Gönnenwein/Julia Hamari) begleitet. Im Vorspann verweilt die Kamera über dem frühen unvollendeten Werk Leonardo da Vincis Anbetung der Könige aus dem Morgenland (ab 1481). Die Gesangstechnik, die im Film von einer weiblichen Stimme ab und zu zu hören ist, nennt sich Kulning.
Opfer wurde der letzte Film von Andrei Tarkowski, der am 29. Dezember 1986 starb. Er widmete ihn seinem Sohn „mit Hoffnung und Vertrauen“. Hauptdarsteller Erland Josephson verarbeitete die Dreharbeiten mit Tarkowski in dem Hörspiel Eine Nacht im schwedischen Sommer.

## Kritiken
Der film-dienst bezeichnete Opfer als „[e]ine wort- und bildgewaltige poetische Vision, die dem Materialismus der Welt in der Forderung nach Opferbereitschaft eine von spiritueller Sinnsuche erfüllte Gegen-Welt des Glaubens gegenüberstellt. In Bildern von großer Schönheit und rätselhafter Symbolik gelingt eine Verbindung von poetischer Filmsprache und philosophisch-religiösem Diskurs.“

## Auszeichnungen
Bei den Internationalen Filmfestspielen von Cannes gewann der Film 1986 den FIPRESCI-Preis, den Preis der Ökumenischen Jury und den Großen Preis der Jury. Ein Spezialpreis ging zudem an Kameramann Sven Nykvist. Im selben Jahr wurde Tarkowskis Film bei der Semana Internacional de Cine de Valladolid mit dem Hauptpreis, der Goldenen Ähre, prämiert. Bei der Verleihung der British Academy Film Awards im Jahr 1988 wurde Opfer als bester fremdsprachiger Film ausgezeichnet.
Im Jahr 1995 wurde der Film in die Filmliste des Vatikans aufgenommen, die insgesamt 45 Filme umfasst, die aus Sicht des Heiligen Stuhls besonders empfehlenswert sind.